# مريوم علي
1. تحويل [[]]